# Anka (2017.)
Anka hrvatski je dječji igrani film iz 2017. godine. Film je snimljen prema romanu Mate Lovraka Anka Brazilijanka. Priča je to o snazi i moći dječje ljubavi, kroz bajku za djecu i odrasle gdje je prikazan lik djevojčice Anke koju iz sirotišta posvaja bogata rođakinja.

## Radnja
Radnja je smještena u Europu 20. stoljeća, djevojčicu Anku iz sirotišta posvaja bogata rođakinja. Anka razočarana rođakinjom bježi želeći se vratiti u sirotište, ali je put odvede do ciglane u šumskom okruženju. Ciglari gorštačke vanjštine, ali dobra srca, smještaju je u sobu ciglara Brazilijanca koji je završio u zatvoru, također siročeta. Anka djevojčica bujne mašte u ciglani i njenom okruženju susreće se bajkovita šumska bića nevidljiva odraslima.

## Uloge
- Cvita Viljac - Anka
- Eric Cantona - Brazilijanac
- Anđela Ramljak - Milka
- Rade Šerbedžija - bilježnik
- Linda Begonja - milostiva / Sena
- Vuk Kostić - Milan
- Nikola Kojo - vlasnik ciglane
- Žarko Savić - Marko
- Goran Grgić - sudac
- Jelena Lopatić - noćna Jagarica
- Petar Mirčevski - noćni Jagar

## Zanimljivosti
- Film Anka ekraniziran je četrdeset godina nakon ekranizacije također Lovrakovog romana Vlak u snijegu[3]
- U filmu se pojavljuje i francuski glumac, nogometna legenda Eric Cantona[2]

## Prikazivanje
Film se započeo prikazivati u kinima 23. veljače 2017. godine u distribuciji Blitz Film & Video, dok je televizijsku premijeru doživio kao trodijelna TV serija na Hrvatskoj radioteleviziji u prosincu 2017. godine.